# Kokthang
Kokthang är en bergstopp i Indien, på gränsen till Nepal. Den ligger i den nordöstra delen av landet, 1 100 km öster om huvudstaden New Delhi. Toppen på Kokthang är 6 080 meter över havet, eller 1 104 meter över den omgivande terrängen. Bredden vid basen är 9,8 km.
Terrängen runt Kokthang är huvudsakligen mycket bergig. Runt Kokthang är det ganska tätbefolkat, med 90 invånare per kvadratkilometer. Det finns inga samhällen i närheten. Trakten runt Kokthang är permanent täckt av is och snö.